# Mycena
Pour les articles homonymes, voir Mycène (homonymie).
Genre

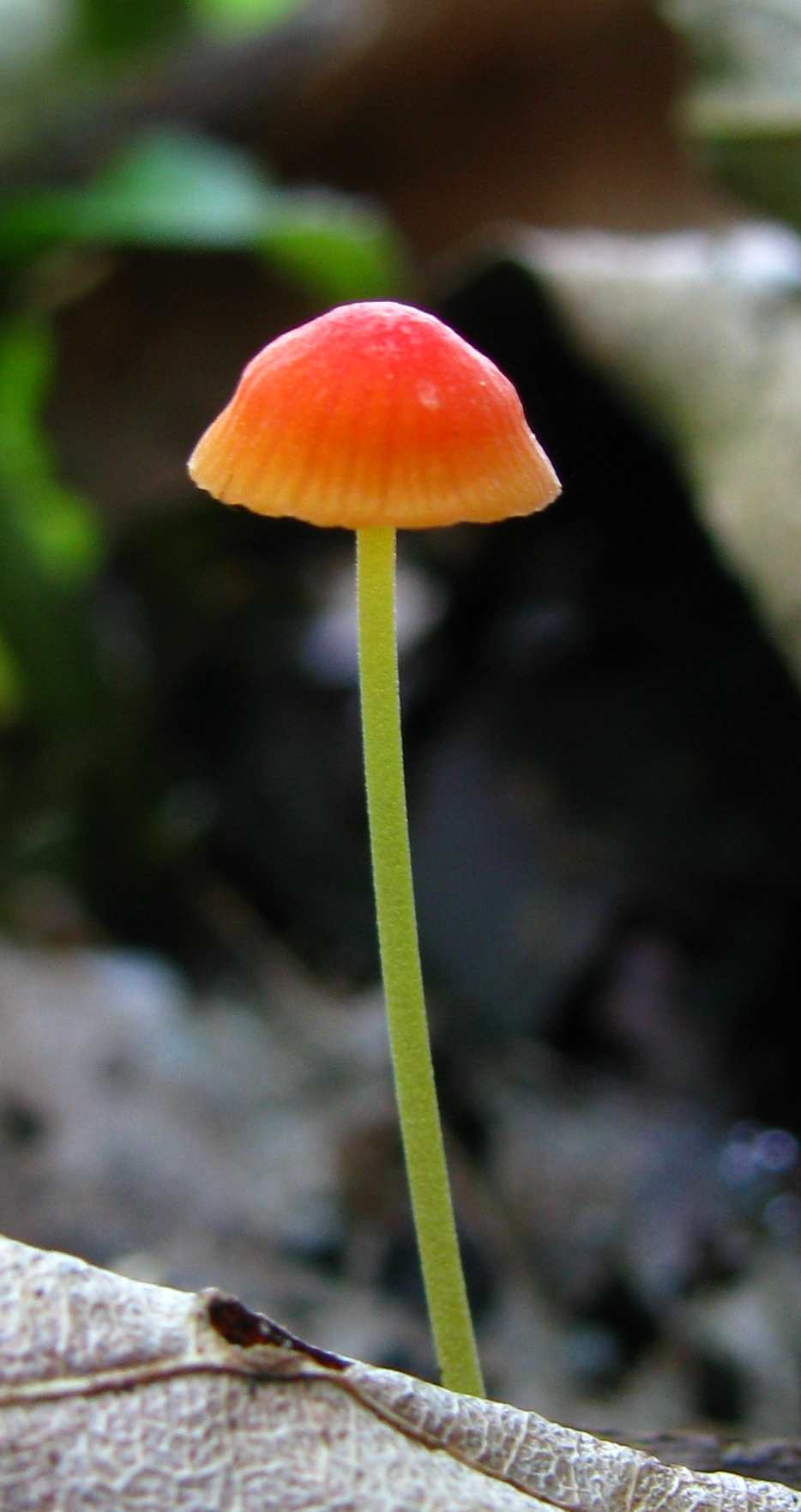
Mycena acicula, frêle, campanulé

Mycena (les Mycènes) est un genre de champignons basidiomycètes appartenant à la famille des Mycenaceae.

## Étymologie
Le naturaliste et philosophe Théophraste, au IIIe siècle av. J.-C. divise les champignons en quatre grands groupes (coupures) :
- Les champignons poussant sous terre appelés « hydnom » (comme les truffes) ;
- Les champignons en forme de coupe, comme les pézizes ;
- Les champignons de forme sphérique, comme les vesses-de loup ;
- Les champignons qu'il dénomme « mykès »[1] - du grec mykès, lui-même dérivé de mézor, en Égyptien[2], qui vers 1000 ans avant J.-C., désignait tous les champignons munis d'un chapeau et d'un pied, avec un suffixe diminutif[3]. Il signifierait donc simplement « petit champignon »[4].

## Description et nomenclature
Ordre : Agaricales Famille : Mycenaceae (environ 1500 espèces), 
Genre : Mycena (Pers: Fr.) S.F. Gray, Nat. Arr. Brit. Pl. 1: 619 (1821).
Espèce type : Mycena galericulata (Scop.) Gray (1821)
45 sections, un millier d'espèces dans le monde dont près de 400 dans l’hémisphère nord.
- Petites espèces (certaines minuscules) saprophytes, fragiles et pourrissant facilement, à silhouette le plus souvent mycénoïde, parfois omphaloïde ou collybioïde. Sans anneau ni voile. Spores normalement amyloïdes, mais souvent à microchimie particulière (chair vinescente à l’iode) ou couleurs vives. Présence fréquente cystides particulières. Environ 170 espèces en France[5],[6].

La silhouette mycénoïde  est celle d’un champignon fragile :
- à chapeau mince et campanulé (en forme de clochette) ;

- à lames adnées à sublibres, souvent ventrues et ascendantes, rarement horizontales ou décurrentes ;
- à stipe généralement long et mince.

Les mycènes « vraies » ou Myceneae : Mycena, Hemimycena, Delicatula, Baeospora, Pseudobaeospora, Rimbachia, Resinomycena, Mycenella)  sont des champignons de taille modeste, fragiles, quoique souvent assez hauts sur un pied grêle et parfois courbés. De couleurs très variées, ils sont fréquemment en forme de « chapeau chinois », campanulé, au moins dans la jeunesse. Ils sont grégaires, venant en touffes, connées ou cespiteuses, ou en groupes fasciculés sur les souches, les branches tombées, le bois enfoui. On les trouve donc fréquemment sur le bois raméal fragmenté.
D'autres espèces leucosporées (de familles diverses) ont la silhouette mycénoïde : 
Hydropus (Hydropus conicus), Flammulina ononidis,  Dermoloma phaeopodium,  Tephrocybe palustris, mycenoides, tylicolor, gramminicola, ambusta, inocybeoides, fibrosipes, etc. Collybia (amanitae, ocellata et la sect. cirrhatae), 
Marasmiellus (ornatissimus), Marasmius (Hygrometrici, Sicci...), Pseudobaeospora, Nyctalis parasitica...
Certaines espèces de mycènes exsudent un latex ou présentent une odeur caractéristique (farine, ammoniac, iode, radis, ail).
Le genre compte plusieurs centaines d'espèces, médiocres comestibles pour la plupart, légèrement toxiques pour d'autres et toutes sans intérêt pour la casserole en raison de la minceur de leur chair (à moins de les utiliser en touffes serrées dans les soupes, comme les enokitaké).

## Principales espèces
- M. acicula (en)
- M. adonis (en)
- M. adscendens (en)
- M. aetites (en)
- M. alphitophora
- M. aurantiomarginata
- M. austrofilopes (en)
- M. asterina (Bioluminescent)
- M. brunneospinosa
- M. californiensis
- M. capillaripes
- M. chlorophos
- M. cinerella (en)
- M. citricolor (en)
- M. citrinomarginata
- M. clariviolacea (en)
- M. crocata
- M. cyanorrhiza (en)
- M. discobasis (Bioluminescent)
- M. epipterygia
- M. erubescens
- M. fera (Bioluminescent)
- M. flavoalba (en)
- M. fonticola (en)
- M. fuscoaurantiaca (en)
- M. galericulata
- M. galopus
- M. griseoviridis
- M. haematopus
- M. inclinata
- M. interrupta
- M. intersecta (en)
- M. kuurkacea (en)
- M. leaiana
- M. lacrimans (Bioluminescent)
- M. lanuginosa (en)
- M. leptocephala (en)
- M. lucentipes (Bioluminescent)
- M. luteopallens
- M. luxaeterna (Bioluminescent)
- M. luxarboricola (Bioluminescent)
- M. maculata (en)
- Mycena meliigena
- M. metata
- M. multiplicata (en)
- M. mustea (en)
- M. nargan (en)
- M. nidificata (en)
- M. olida (en)
- M. oregonensis
- M. overholtsii (en)
- M. pelianthina
- M. polygramma
- M. pura
- M. pura complex
- M. purpureofusca
- M. renati
- M. rorida (en)
- M. rosea
- M. rosella (en)
- M. sanguinolenta (en)
- M. semivestipes
- M. seynesii
- M. singeri (Bioluminescent)
- M. spinosissima
- M. stipata
- M. strobilinoides
- M. stylobates
- M. subcaerulea
- M. tintinnabulum
- M. urania (en)
- M. vinacea (en)
- M. viscosa
- M. vitilis (en)
- M. vulgaris
- M. zephirus

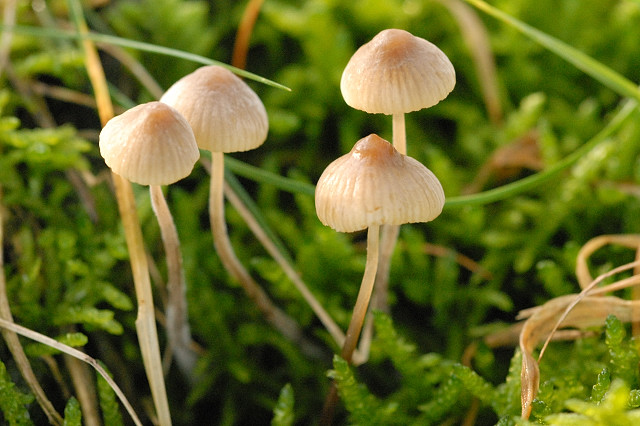
Mycena flavoalba
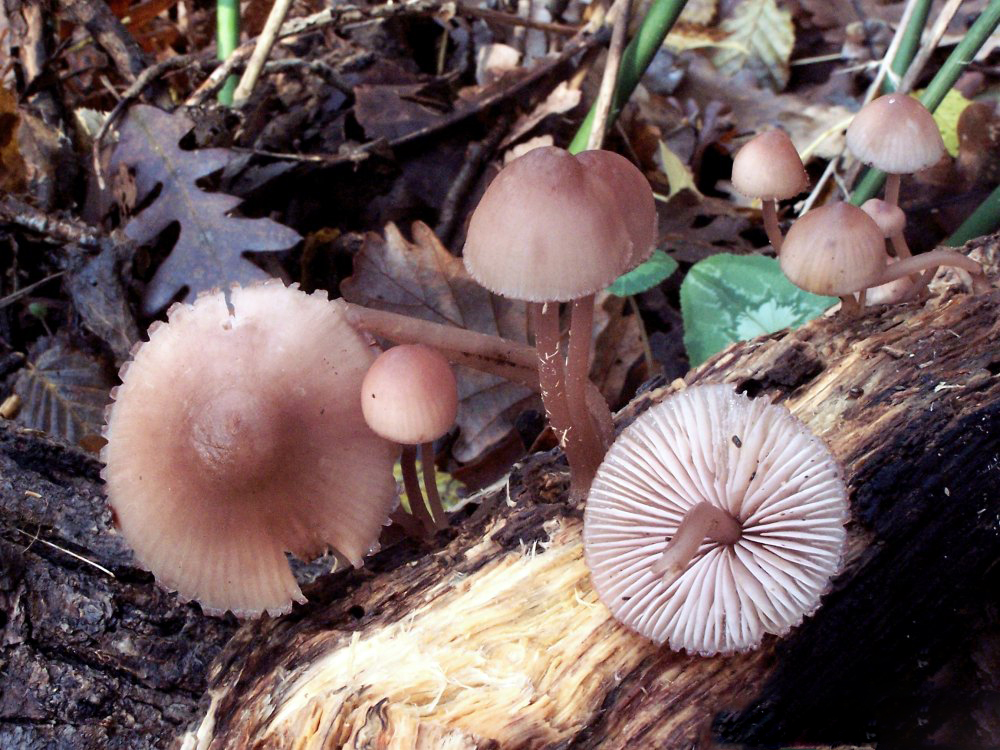
Mycène à pied rouge (Mycena haematopus)
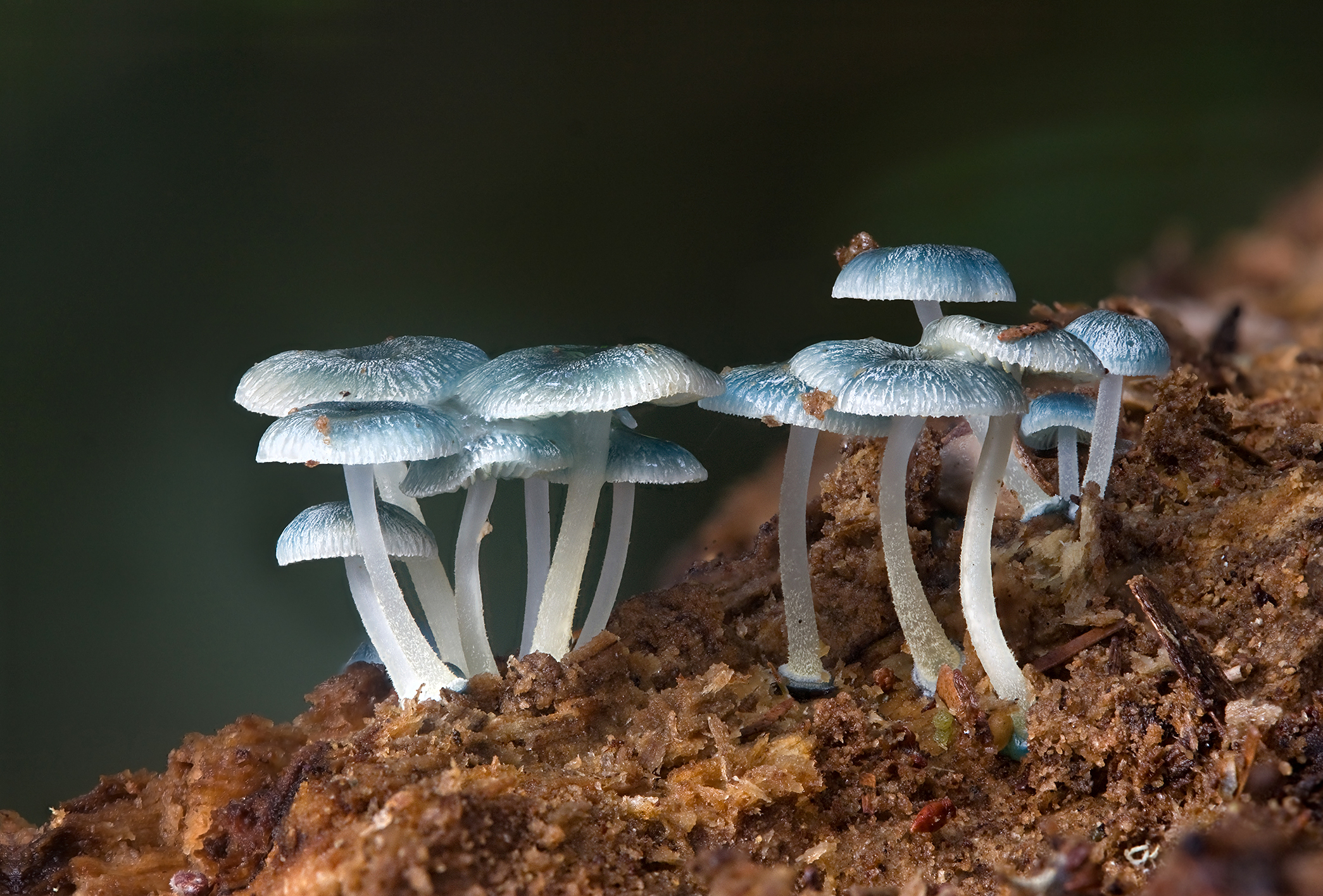
Mycena interrupta
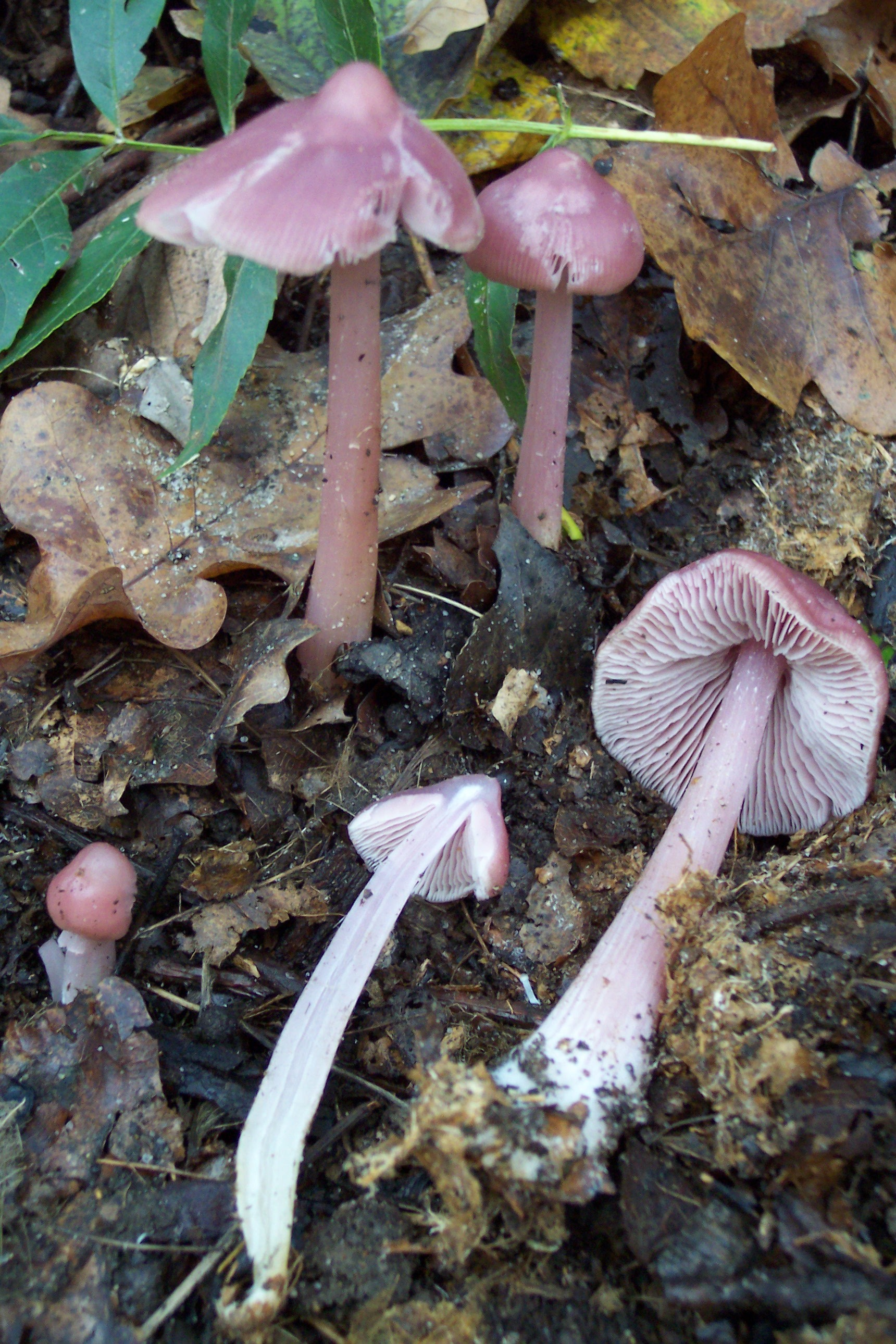
Mycène pur (Mycena pura)
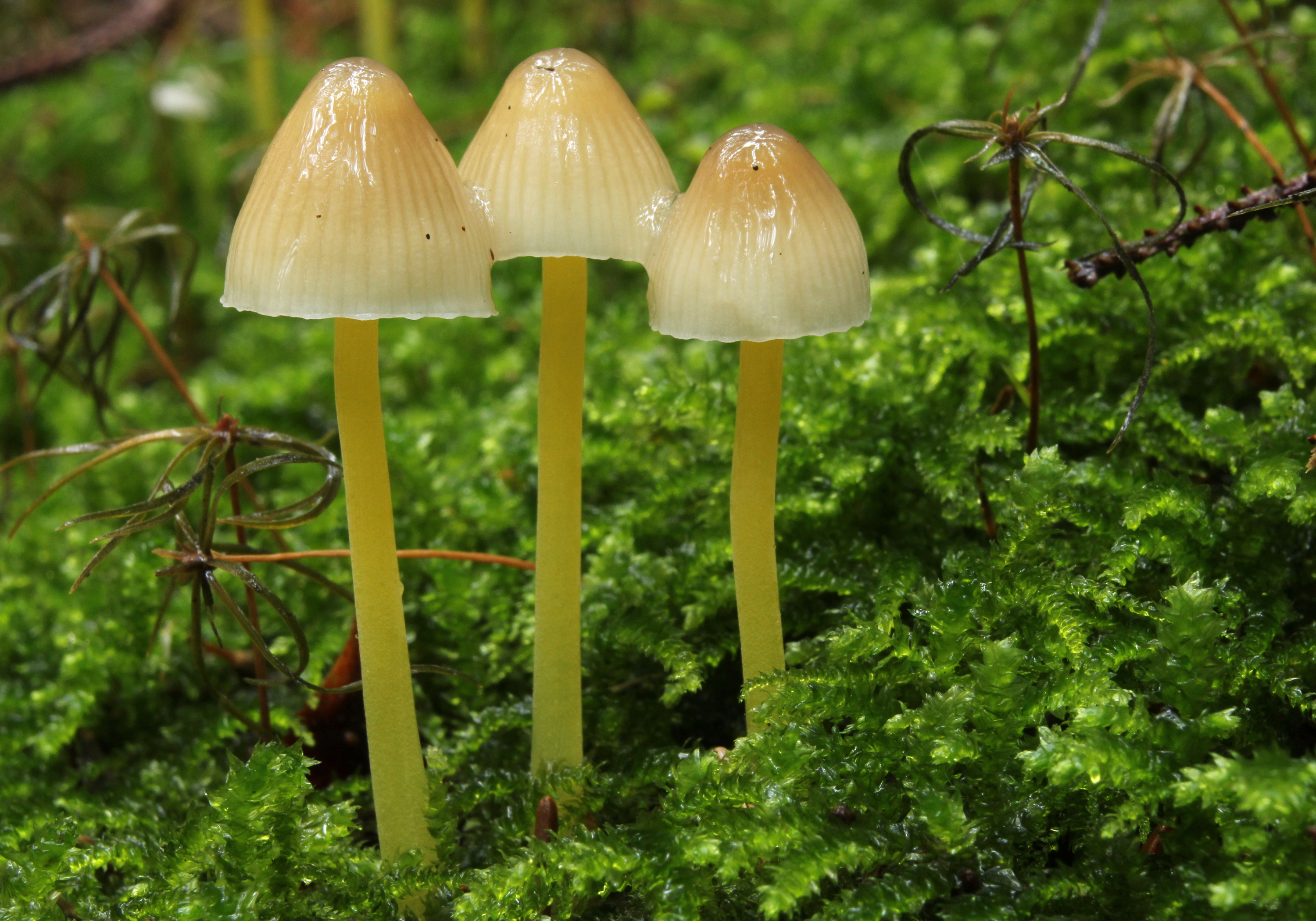
Mycena epipterygia en Allemagne. Novembre 2016.